# Béthune (quận)
Quận Béthune là một quận ở tỉnh Pas-de-Calais, trong vùng Nord-Pas de Calais của Pháp. Quận này có 14 tổng và 99 xã.

## Các đơn vị hành chính

### Các tổng
Các tổng của quận Béthune là: 
1. Auchel
2. Barlin
3. Béthune-Est
4. Béthune-Nord
5. Béthune-Sud
6. Bruay-la-Buissière
7. Cambrin
8. Divion
9. Douvrin
10. Houdain
11. Laventie
12. Lillers
13. Noeux-les-Mines
14. Norrent-Fontes

### Các xã
Các xã của quận Béthune, và mã INSEE là: 
| 1. Allouagne (62023)               | 2. Ames (62028)                    | 3. Amettes (62029)                | 4. Annequin (62034)            |
| 5. Annezin (62035)                 | 6. Auchel (62048)                  | 7. Auchy-au-Bois (62049)          | 8. Auchy-les-Mines (62051)     |
| 9. Béthune (62119)                 | 10. Barlin (62083)                 | 11. Beugin (62120)                | 12. Beuvry (62126)             |
| 13. Billy-Berclau (62132)          | 14. Blessy (62141)                 | 15. Bourecq (62162)               | 16. Bruay-la-Buissière (62178) |
| 17. Burbure (62188)                | 18. Busnes (62190)                 | 19. Calonne-Ricouart (62194)      | 20. Calonne-sur-la-Lys (62195) |
| 21. Camblain-Châtelain (62197)     | 22. Cambrin (62200)                | 23. Cauchy-à-la-Tour (62217)      | 24. Caucourt (62218)           |
| 25. Chocques (62224)               | 26. Cuinchy (62262)                | 27. Divion (62270)                | 28. Douvrin (62276)            |
| 29. Drouvin-le-Marais (62278)      | 30. Ecquedecques (62286)           | 31. Essars (62310)                | 32. Estrée-Blanche (62313)     |
| 33. Estrée-Cauchy (62314)          | 34. Ferfay (62328)                 | 35. Festubert (62330)             | 36. Fleurbaix (62338)          |
| 37. Fouquereuil (62349)            | 38. Fouquières-lès-Béthune (62350) | 39. Fresnicourt-le-Dolmen (62356) | 40. Gauchin-Légal (62366)      |
| 41. Givenchy-lès-la-Bassée (62373) | 42. Gonnehem (62376)               | 43. Gosnay (62377)                | 44. Guarbecque (62391)         |
| 45. Haillicourt (62400)            | 46. Haisnes (62401)                | 47. Ham-en-Artois (62407)         | 48. Hermin (62441)             |
| 49. Hesdigneul-lès-Béthune (62445) | 50. Hinges (62454)                 | 51. Houchin (62456)               | 52. Houdain (62457)            |
| 53. Isbergues (62473)              | 54. La Couture (62252)             | 55. Labeuvrière (62479)           | 56. Labourse (62480)           |
| 57. Lambres (62486)                | 58. Lapugnoy (62489)               | 59. Laventie (62491)              | 60. Lespesses (62500)          |
| 61. Lestrem (62502)                | 62. Lières (62508)                 | 63. Liettres (62509)              | 64. Ligny-lès-Aire (62512)     |
| 65. Lillers (62516)                | 66. Linghem (62517)                | 67. Locon (62520)                 | 68. Lorgies (62529)            |
| 69. Lozinghem (62532)              | 70. Maisnil-lès-Ruitz (62540)      | 71. Marles-les-Mines (62555)      | 72. Mazinghem (62564)          |
| 73. Mont-Bernanchon (62584)        | 74. Noeux-les-Mines (62617)        | 75. Neuve-Chapelle (62606)        | 76. Norrent-Fontes (62620)     |
| 77. Noyelles-lès-Vermelles (62626) | 78. Oblinghem (62632)              | 79. Ourton (62642)                | 80. Quernes (62676)            |
| 81. Rebreuve-Ranchicourt (62693)   | 82. Rely (62701)                   | 83. Richebourg (62706)            | 84. Robecq (62713)             |
| 85. Rombly (62720)                 | 86. Ruitz (62727)                  | 87. Sailly-Labourse (62735)       | 88. Sailly-sur-la-Lys (62736)  |
| 89. Saint-Floris (62747)           | 90. Saint-Hilaire-Cottes (62750)   | 91. Saint-Venant (62770)          | 92. Vaudricourt (62836)        |
| 93. Vendin-lès-Béthune (62841)     | 94. Vermelles (62846)              | 95. Verquin (62848)               | 96. Vieille-Chapelle (62851)   |
| 97. Violaines (62863)              | 98. Westrehem (62885)              | 99. Witternesse (62900)           |                                |